# Lou (isola)
L'isola Lou è un'isola della Papua Nuova Guinea, che si trova a sud di quella di Manus nel mare di Bismarck, e fa parte delle isole dell'Ammiragliato nell'Arcipelago delle Bismarck. Amministrativamente fa parte del Distretto di Manus nell'omonima provincia appartenente alla Regione delle Isole.
Sull'isola vi sono quattro grossi villaggi (Rei, Lako, Solang e Baon), con una popolazione complessiva di circa 1.000 abitanti.